# Apioscelis
Apioscelis is een geslacht van rechtvleugeligen uit de familie Proscopiidae. De wetenschappelijke naam van dit geslacht is voor het eerst geldig gepubliceerd in 1890 door Brunner von Wattenwyl.

## Soorten
Het geslacht Apioscelis omvat de volgende soorten:
- Apioscelis araracuensis Bentos-Pereira & Listre, 2005
- Apioscelis bulbosa Scudder, 1869
- Apioscelis christianeae Bentos-Pereira & Listre, 2005
- Apioscelis columbica Brunner von Wattenwyl, 1890
- Apioscelis compacta Brunner von Wattenwyl, 1890
- Apioscelis florezi Bentos-Pereira & Listre, 2005
- Apioscelis laetitiaensis Bentos-Pereira & Listre, 2005
- Apioscelis tuberculata Walker, 1870